# Roger Azar
Roger Azar (* 1992 in Beirut) ist ein libanesischer Schauspieler.

## Leben
Roger Azar entstammt einer wohlhabenden, christlichen Familie im Libanon. Er ist der Neffe eines gleichnamigen, bekannten Politikers. Azar absolvierte eine Schauspielausbildung in seiner Heimatstadt Beirut. Dort studierte er auch Theater- und Filmwissenschaft sowie Grafikdesign an der Lebanese American University (LAU). In Beirut bekleidete er auch Hauptrollen in verschiedenen Theaterstücken unter der Regie von Baschir Achkar (El Sitt Marie Rose, 2014) und Nagy Souraty (Geographie of the Synapse, 2016; Demoskratus, 2017).
Parallel zu seiner Theaterarbeit begann er, in ersten Kurzfilmen in Erscheinung zu treten. Sein Spielfilmdebüt gab Azar 2019 in der libanesisch-amerikanischen Produktion The Blackout unter der Regie von Charles Kassatly und Rico Shay. Einem deutschen Publikum wurde er durch die männliche Hauptrolle an der Seite von Canan Kir in Die Welt wird eine andere sein (2021) von Anne Zohra Berrached bekannt. Der Spielfilm ist an die Lebensgeschichte von Ziad Jarrah angelehnt, einem der beteiligten Terroristen an den Terroranschlägen vom 11. September 2001. Die Regisseurin hatte auf ein Casting im Libanon und einen tatsächlich aus dem Land stammenden Darsteller bestanden, der die deutsche Sprache erst erlernen musste. Azar kam nur zufällig beim Casting vorbei und hatte gerade sein Studium beendet.
Azar wurde als Vorbereitung für die Dreharbeiten u. a. eine Wohnung in Berlin zur Verfügung gestellt und er musste fast ein Jahr lang sechsmal die Woche einen Deutschkurs am Goethe-Institut besuchen, um die Sprache zu erlernen. Die Filmcrew unterstützte Azar speziell in den Wintermonaten. „Unterbewusst bin ich nach Berlin gegangen, um zu erleben, was Saeed erlebt hat, um denselben Weg zu gehen: in ein anderes Land zu ziehen, eine neue Sprache zu lernen, eine neue Identität zu formen“, so Azar. Er habe viel über den echten Attentäter Ziad Jarrah recherchiert, der wie er selbst aus einem wohlhabenden Elternhaus stammte und ganz in der Nähe mit seiner Familie lebte. Azar vermied es, die Familie zu kontaktieren, um nicht alte Wunden aufzureißen. Auch wollte er sich seiner Figur lieber von innen nähern, was er später als Bereicherung ansah.
Azar lebt mittlerweile in Beirut und Berlin. Neben seinen Muttersprachen Arabisch und Französisch spricht er auch Englisch und Deutsch. Im Jahr 2020 absolvierte er einen Workshop am dänischen Odin Teatret. Er zählt u. a.  Surfen, Boxen, Fußball und Schwimmen zu seinen Hobbys. Auch beherrscht er die Alexander-Technik.

## Filmografie (Auswahl)
- 2016: The Weight (Kurzfilm)
- 2018: Brine (Kurzfilm)
- 2019: The Blackout
- 2021: Die Welt wird eine andere sein
- 2022: Munich Games (TV-Serie)